# HLX-1
HLX-1(Hyper-Luminous X-ray source 1)は、地球からほうおう座の方向に2億9000万光年離れた位置にある銀河ESO 243-49にあるブラックホールである。初めて確認された中間質量ブラックホールである。カタログ名2XMM J011028.1-460421。

## 概要
HLX-1の質量は、太陽の9万倍と推定されている。これは、太陽質量の数倍という恒星質量ブラックホールと、太陽質量の数百万倍以上という超大質量ブラックホールの間にある事になり、初めて発見された中間質量ブラックホールである。中間質量ブラックホールの候補はHLX-1の発見前後もいくつかあったが、HLX-1は当初は太陽質量の少なくとも500倍、恐らく2万倍と推定されており、最も有力な候補であった。そのため、厳密には初確認されたブラックホールである。

## 性質

### HLX-1の歴史
HLX-1は、棒渦巻銀河あるいは渦巻銀河のESO 243-49の中心部から1万2000光年離れた位置にある、直径250光年の青い球状星団の中心に存在する。球状星団からは、可視光で良く見える青い光の他に、ブラックホールの降着円盤のみでは説明の付かない赤い光が放出されている。これは星団を構成する恒星が若く、そして高温の大質量星であることを示している。このため、この星団の年齢は200万歳以内であると考えられている。HLX-1は、この程度の質量のブラックホールとしては珍しく銀河の中心部から離れた位置にあること、球状星団は普通銀河の中心付近にあることから、この星団は、かつてHLX-1を中心にして構成された矮小銀河で、現在ではESO 243-49に取り込まれてしまい、中心部だけが残ったと考えられている。即ち、大質量星は、今から200万年前に衝突が起き、そのときに発生した大規模な星形成が生じて誕生した事を示している。この衝突により、HLX-1に物質が大量に流れ込み、強力なX線を放つようになったと考えられている。

### 過去と未来
HLX-1と星団がどのように誕生したのかは不明であるが、HLX-1が星団という密度の濃い場所に位置するため、周辺の恒星を大量に飲み込んで中間質量ブラックホールまで成長したという説や、HLX-1が、太陽質量の1万倍という宇宙初期に存在した超大質量の恒星から直接誕生したという説がある。後者の場合、初期宇宙の天体の生き残りという事になる。
HLX-1が、ESO 243-49の中心部から離れた位置をこの先も安定的に公転するのか、それともいつかは中心部にある超大質量ブラックホールと合体する運命にあるのかは分かっていない。いずれにしても、HLX-1の周辺にある物質はいつか枯渇し、それに伴ってX線の強度は減るであろうと考えられている。

### 他の候補との区別
強力なX線を放出する天体は、ブラックホール以外にも白色矮星の新星や中性子星でも考えられる。しかし、X線の強度や磁束密度の観測の結果を矛盾なく説明できるのはブラックホールだけという考えから、他のコンパクト星の可能性が排除された。また、恒星質量ブラックホールでも、短時間で大量の物質を吸い込み、一時的に強力なX線を放出するタイプのものがあるが、観測によりその可能性も排除された。あるいは、星団の背景に、偶然もっと遠くのX線源が重なる可能性も考えられるが、その確率は9%とかなり低い事が判明している。

## 発見の意義
中間質量ブラックホールは、銀河の中心部に存在する超大質量ブラックホールが、恒星質量ブラックホールの合体によって誕生するという説の、いわばミッシングリンク的な存在として仮定された。現在では、中間質量ブラックホールが成長し、超大質量ブラックホールへと進化したという説もある。中間質量ブラックホールが周辺の恒星を太陽質量の数百万倍分飲み込むか、あるいは中間質量ブラックホールが複数合体すれば、超大質量ブラックホールへと進化するからである。これらは、中間質量ブラックホールが宇宙にどれだけ存在するかによって変わってくるが、現状では知られているのが1個しかないため、詳細は不明である。各銀河に数百個の割合で存在すると考える研究者もいる。あるいは、中間質量ブラックホールがなかなか見つからないのは、宇宙の歴史において短期間のみ存在した事を示すのかもしれない。あるいは、上記の通り周辺部の物質が枯渇すれば、数はあっても放射がないため、観測が不可能となる。

## 観測
HLX-1は2009年にX線観測衛星XMM-Newtonによって、X線を大量に放出する天体として偶然発見された。最初の観測日は2004年11月である。このとき、カタログ名として2XMM J011028.1-460421と名づけられたが、ニックネームとしてHLX-1とも呼ばれた。HLX-1は「Hyper-Luminous X-ray source 1」の略であり、直訳すれば「とても明るいX線源」となる。観測は2009年から2010年にかけてチャンドラX線観測衛星とスウィフト、2011年8月から9月にかけてハッブル宇宙望遠鏡で近赤外線や紫外線、可視光による観測と、電波フレアの観測が行われ、2012年7月に、中間質量ブラックホールとしての確証が得られた。